# Synagoga w Dreźnie-Johannstadt
Synagoga w Dreźnie-Johannstadt (niem. Synagoge in Dresden-Johannstadt) – synagoga znajdująca się w Dreźnie, w Niemczech, w dzielnicy Johannstadt
Budynek został zbudowany w 1866 roku jako dom przedpogrzebowy na nowym cmentarzu żydowskim. Podczas nocy kryształowej z 9 na 10 listopada 1938 roku budynek został zdewastowany. W latach 1949–1950 nastąpiła odbudowa z przeznaczeniem na synagogę. W 1988 roku przeprowadzono kapitalny remont budynku. Po wybudowaniu nowej synagogi straciła znaczenie.
Murowany budynek synagogi wzniesiono na planie prostokąta, w stylu historycznym, zwieńczony kopułą, na której znajduje się gwiazda Dawida. Przed synagogą znajduje się pomnik członków gminy żydowskiej, którzy polegli podczas I wojny światowej.